# Torneo Godó 2000
Il Torneo Godó 2000 è stato un torneo di tennis giocato sulla terra rossa..
È stata la 48ª edizione del Torneo Godó,
che fa parte della categoria International Series Gold nell'ambito dell'ATP Tour 2000.
Si è giocato al Real Club de Tenis Barcelona di Barcellona in Spagna, dal 24 al 30 aprile 2000.

## Campioni

### Singolare
Marat Safin ha battuto in finale  Juan Carlos Ferrero con il punteggio di 6–3, 6–3, 6–4

### Doppio
Nicklas Kulti /  Mikael Tillström hanno battuto in finale  Paul Haarhuis /  Sandon Stolle con il punteggio di 6–2, 6–7, 7–6